# Dallinger (Künstlerfamilie)
Die Familie Dallinger ist eine österreichische Künstlerfamilie, aus der fünf Generationen von Malern stammen, die zunächst in ihrer engeren Heimat Oberösterreich, später auch in Böhmen und zuletzt in Wien gewirkt haben.

## Familie
Joachim Dallinger wurde im Jahre 1626/1627 als Stadtrichter von Enns belegt. Von Beruf war er Gegenschreiber des Kaiserlichen Salzförderungsamtes in Enghagen/Enns (Salzgegenhändler). Er wurde von Kaiser Ferdinand II. am 12. Januar 1628 in den erblichen Adelsstand erhoben und war seitdem ein enger Vertrauter des Kaisers. Somit durfte er sich „Freiherr Dallinger von Dalling“ oder „von Dallinger“ nennen, bekam Ländereien, ein eigenes Wappen und das Recht, mit rotem Wachs zu siegeln. Seine Verdienste hatte er sich erworben, als die Stadt Enns während des Bauernkrieges 1626 von den aufständischen Bauern belagert und vollkommen eingeschlossen worden war. Erst nach Monaten konnte die Stadt durch konzentrierte Angriffe der kaiserlichen Truppen entsetzt werden. Im Adelsbrief wird angeführt, dass er bei der Gegenreformation in mehreren Kommissionen eingesetzt war. Er war der Stammvater der Künstlerfamilie.

### Wolf Dallingers Söhne
Wolf Dallinger († 15. Februar 1652) war ein Sohn des Joachim Dallinger. Er war seit dem 4. Februar 1647 mit Margaretha († 4. April 1653) verheiratet und hinterließ drei Söhne. Margarethe hat sich am 2. Mai 1652 erneut verheiratet ihr Ehemann wurde Nicolaus Ernst Behamb. Dallinger war zuvor unter dem Abt Romanus Hofwirt und Hofschreiber des Klosters Garsten. Die bei seinem Tod noch sehr jungen Söhne wurden unter die Vormundschaft des Kämmerer Aestl und Kastner Johann Jacob Fischer gestellt. Zwei seiner Söhne waren die ersten bekannten Maler der Familie. Beide wurden bei Dionys Paur (Dionisius Pauer) in Kremsmünster in der Malerei unterwiesen.
- Johann Wolfgang (Hans Wolf) Dallinger (geboren 1648; gestorben 1693), beendete seine Ausbildung Anfang 1670 und begab sich am 20. Mai auf Reisen. 1674 ließ er sich in Linz nieder. Hier fertigte er im Jahr 1690 das Hochaltarblatt für die Wallfahrtskirche St. Magdalena. Von ihm stammen auch zwei Ölgemälde in der Stiftsgalerie von Kremsmünster.
- Johann Franciscus (Hans Franz) Dallinger (geboren um 1650) wurde als Musiker ausgebildet.[1]
- Johann (Hans) Benedikt Dallinger (geboren im Februar 1652) wurde zusätzlich durch den Maler Christoph Matthäus Degenhardt (um 1610–um 1675/76) ausgebildet. Er begab sich zu Beginn des Jahres 1674 nach Italien und studierte bei Carl Loth in Venedig. Bereits am 24. August 1674 war er jedoch seinem Bruder nach Linz gefolgt. Er fertigte 1690 neben den Bildern in der Jesuitenkirche noch Fresken in der Marienkapelle von Kremsmünster, in der Kapuzinerkirche in Linz und in der Kirche Heiligenkreuz bei Kremsmünster.

Sie stellten gemeinsam in der 1692 neu erbaute Jesuitenkirche (Alter Dom) in den Seitenkapellen sechs große, in prunkvolle Stuckrahmen gefasste Ölgemälde her.

### Georg Wolfgang Dallinger
Georg Wolfgang Dallinger, oder Wolfgang Dallinger, war vermutlich der Sohn von Johann Wolfgang Dallinger. Er war der Vater und Lehrer des Malers Franz Theodor Dallinger. Bereits 1710 erwarb er ein Haus in der Herrenstraße 40 und wird 1723 als Maler und Rat der Stadt Linz genannt. An der Nordwand der St. Laurentiuskirche zu Enns ist heute das ehemalige große Hochaltarbild angebracht. Es stellt die Marter des Heiligen Laurentius dar, der auf einem glühenden Rost zu Tode gepeinigt wurde. Signiert ist dieses Bild mit G. W. Dallinger F. A. 1715
Nachdem er für das Stift Lambach sechs Bilder gemalt hatte, erhielt er den Auftrag, für die Lorcher Kirche das Hochaltarbild anzufertigen. Der Originalkontrakt befindet sich im Stadtpfarrarchiv in Enns. Am 4. Juli 1714 schließt der Ennser Dechant und Stadtpfarrer Johann Georg Bonbardi von Zuegg und Aurenbruck mit dem „berühmten und kunstreichen“ Wolfgang Dallinger, Bürger und Kunstmaler in Linz, einen Vertrag, ein Hochaltarbild zu malen zum Preis von 250 Gulden, zahlbar in drei Raten.
Im selben Jahr wurde der Künstler von Dechant Bonbardi beauftragt, die zum Tabernakel am Hochaltar gehörigen Statuen, Petrus und Paulus, Maximilian und Stefan, Johann Baptist und Florian sowie zwei Engel um 70 Gulden in Gold zu fassen. Er erhielt am 30. November 1721 eine Bezahlung für die Vergoldung von 3 Knopfkreuzen in der Deutschordenskirche in der Harrachstraße 7 in Linz.

### Franz Theodor Dallinger
Franz Theodor Dallinger (1710 in Linz – 1771 in Prag), erlernte die Malerei bei seinem Vater. Anschließend reiste er durch Frankreich, Italien und die Niederlande, wirkte um 1641 in Wien und ließ sich später in Prag nieder. Dort wurde er zum fürstlich Liechtensteinischen Hofmaler ernannt. Zu seinen Werken zählen Bilder in böhmischen Kirchen, wie das Deckengemälde im Schloss Janowitz und das Altargemälde Hl. Karl der Große in der Kirche Mariä Himmelfahrt und Karl der Große im Augustiner-Chorherrenstift Prag-Karlshof sowie verschiedene Stillleben. Er gilt als Erneuerer des Böhmischen Barock. Er war der Vater von Johann Dallinger von Dalling (dem älteren).

### Johann Dallinger von Dalling
Johann Wolfgang Dallinger von Dalling (18. August 1741 in Wien – 6. oder 8. Januar 1806). Sein erster Lehrer war sein Vater Franz Theodor Dallinger und wurde danach ab 1756 von einem Maler in Bregenz unterwiesen. Anschließend reiste er durch Deutschland und die Schweiz. Nach seiner Rückkehr nach Wien schrieb er 1759 sich an der Wiener Akademie ein und wurde ein Schüler von Vinzenz Fischer (1729–1810) und Martin van Meytens (Hofmaler der Kaiserin Maria Theresia). Meytens erteilte ihm 1764 den Auftrag die Krönung Josephs II. zum Deutschen König in Frankfurt a. M. in Bildern festzuhalten. Es entstand ein Zyklus von sechs großen Bildern. Sie wurden im Zweiten Weltkrieg größtenteils zerstört. Ein großes Krönungsbild und Fotos der übrigen befinden sich im Kunsthistorischen Museum in Wien, Federzeichnungen von Dallinger als Entwürfe in der Albertina. 1768 porträtierte er in Prag Franz Michael Daller, den Abt des Klosters Strahow. Durch den kaiserlicher Leibarzt Giovanni Alessandro Brambilla erhielt er die Erlaubnis die furstlich Liechtensteinische Galerie zu besuchen, wo er mehrere Gemälde kopierte. Er erlangte dadurch die Gunst des damaligen Galerieinspektors Gaetano Fanti. Dieser schlug vor ihn nach dem Tode seines eigenen Sohnes Vinzenz Anton Joseph Fanti (1719–1776), zu seinem Nachfolger zu ernennen. 1761 wurde Dallinger von Dalling zum Galerieinspektor (Nachfolger Gaetano Fantis) und 1771 zum Direktor der Liechtensteingalerie in Wien berufen. Für diese fertigte er 1805 einen handschriftlichen Katalog an. Er ordnete die Gemäldesammlung und restaurierte jene, die beschädigt waren. Zudem fertigt er selbst Gemälde, die zu einem großen Teil nach Polen und Russland verkauft wurden. Neben seinen Söhnen waren Vinzenz Fischers Sohn und Vincenz Dorfmeister seine Schüler.

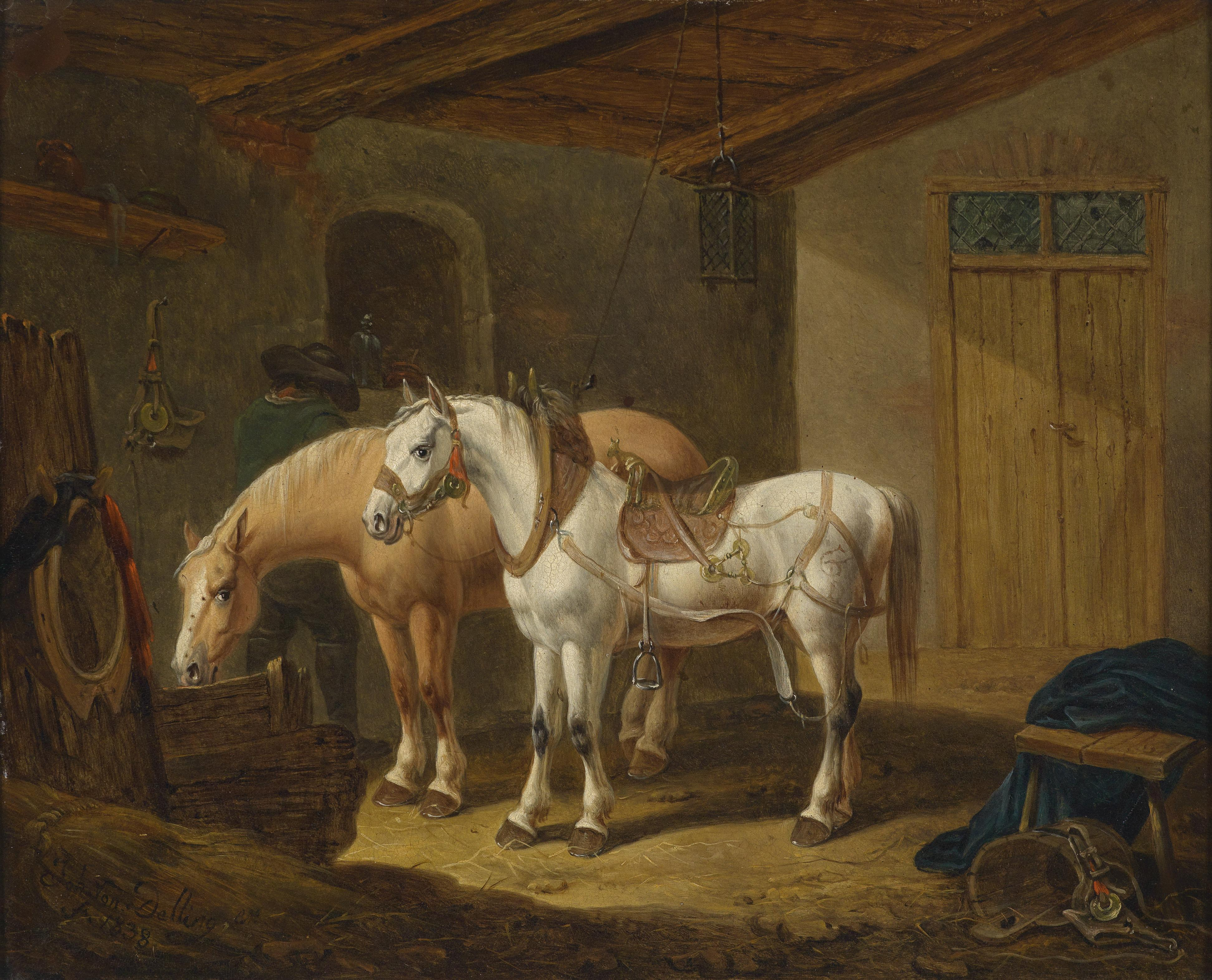
Johann Baptist Dallinger: Pferde im Stall. 1838. Russisches Museum.

Von seinen 12 Kindern machten sich zwei Söhne einen Namen als Maler:
- Johann Baptist Michael Dallinger von Dalling (7. Mai 1782–19. Dezember 1868), auch bekannt als „Johann Dallinger von Dalling der Jüngere“ oder „Johann Dallinger von Dalling II.“, war ein Radierer, Tier- und Landschaftsmaler sowie Restaurator von Gemälden. Er erlernte die Malerei von seinem Vater, dessen Adjunkt in der Liechtensteingalerie er 1803 wurde. 1820 folgte er diesem auf seiner Position als Generalinspektor nach und wurde 1831, nach dem Tod des Historienmalers Joseph Anton Bauer,[9] dessen Nachfolger als Direktor der Gemäldesammlung de Österreichischen Galerie der Liechtensteinischen Sammlung.[10]
- Alexander Johann Dallinger von Dalling (1. August 1783 – 1844). Wie sein Bruder lernte er bei seinem Vater. Er arbeitete als Bilderrestaurator, Genre- und Tiermaler. Er radierte unter anderem eine Folge von zehn Blättern mit Tierköpfen und zahlreiche Blätter als Radierung oder in Aquatintamanier nach bekannten Künstlern.